# Dorphinaxius appendiculis
Dorphinaxius appendiculis är en kräftdjursart som först beskrevs av Gary C.B. Poore och Griffin 1979.  Dorphinaxius appendiculis ingår i släktet Dorphinaxius och familjen Axiidae. Inga underarter finns listade i Catalogue of Life.